# Casarrubuelos
Casarrubuelos – miejscowość w Hiszpanii południowo-zachodniej części wspólnoty autonomicznej Madryt. Jest najmniejszym pod względem powierzchni miastem w regionie.

## Atrakcje turystyczne
- Iglesia de Santiago - kościół ze słynną figurką Chrystusa
- Ratusz miejski
- Klasztor Santa Maria de la Cruz